# Ганс Кребс (генерал СС)
Ганс Кребс (нім. Hans Krebs, народ. 26 квітня 1888 — 15 лютого 1947) — німецький та чехословацький політичний діяч, етнічний німець родом з Моравії, член нацистської партії Німеччини, депутат Рейхстагу. З 1918 по 1931 рік він був головним виконавчим директором ННСРП у Чехословаччині, а з 1925 по 1933 рік — членом Чехословацьких національних зборів. Очільник Райхсгау Зудетенланд, високопосадовець та Бригадефюрер СС. В 1947 році, був заарештований та страчений в Празі за державну зраду Третьої чехословацької республіки.

## Біографія
Ганс Кребс був сином сукнороба та власника готелю з Іглау. У рідному місті він навчався у початковій та середній школі. Він брав участь у німецькому націоналістичному робітничому русі та став членом Німецької робітничої партії в Ауссігу. Він був редактором партійної газети «Deutsche Volkswehr» для Робітничої партії в Ауссігу, Відні та Їглаві, а з 1917 року — регіональним секретарем у Богемії. Він брав участь у Першій світовій війні (1914—1918) у складі Австро-Угорської армії.
Після закінчення війни в 1918 році, розпаду Австро-Угорської монархії та заснування Чехословаччини Ганс Кребс вступив до Німецької націонал-соціалістичної робітничої партії, головою якої він був з 1918 по 1931 рік.  Він очолив редакцію «Націонал-соціалістичної кореспонденції в Богемії»  та став міським радником в Ауссізі. З 1925 по 1933 рік він був депутатом від НСДАП у Чехословацьких Національних зборах. З 1930 по 1932 рік він також був державним головою асоціації «Народний спорт», воєнізованого крила нацистської партії. У 1933 році під час так званого процесу Фольксспорта парламент зняв з нього депутатську недоторканність, а Кребса заарештували. У липні 1933 року його було звільнено з в'язниці під присягою та на заставу, і він утік до Третього Рейху.
У Німеччині він вступив до НСРПН 1 жовтня 1933 року, його вступ був заднім числом від 1 квітня 1925 року (номер членства 86).  Він став прес-аташем Міністерства внутрішніх справ Рейху в Берліні та був директором головного офісу Рейху. З 29 березня 1936 року до звільнення від націонал-соціалізму у травні 1945 року Кребс був членом Рейхстагу як член НСДАП з мандатом від 3-го округу (Східний Берлін). Адольф Гітлер надав йому звання гауляйтера Рейхсгау Судет. Кребс був членом СС (номер СС 292 802) і був призначений бригадефюрером СС у 1940 році.
Після окупації Судет, Ганс Кребс брав участь в окупації Чехословаччини військами Німецького Рейху. Після Мюнхенської угоди в жовтні 1938 року, анексії Судетської області та приєднання Судетської області до Німецького Рейху як Рейхсгау, він був регентом в адміністративному окрузі Ауссіг з 1 квітня 1939 року по 1945 рік.  Листопадовий погром та руйнування синагоги в Ауссігу відбулися в 1938 році. Після 1941 року, за часів Кребса, євреїв міста депортували до сусіднього концентраційного табору Терезієнштадт, а потім перевезли до таборів смерті.
Після закінчення Другої світової війни у травні 1945 року, окупації Чехословаччини військами Радянського Союзу та вигнання німців, Гансу Кребсу було пред'явлено звинувачення у Празі в 1947 році разом з іншими колишніми членами Націонал-соціалістичної німецької робітничої партії. Народний суд у Празькому парламенті засудив його до смертної кари за державну зраду і Ганс Кребс був страчений.

## Твори
- Kampf in Böhmen, (Берлін: Volk und Reich Verlag, 1936)
- Wir Sudetendeutsche, (Берлін: Рунге, 1937)

## Також дивитись
- Голокост у Судетах